# Anna Russell (attrice)
Anna Russell, all'anagrafe Anna Claudia Russell-Brown (Maida Vale, 27 dicembre 1911 – Rosedale, 18 ottobre 2006) è stata un'attrice, cantante, comica e mezzosoprano inglese naturalizzata canadese.

## Biografia
Nata a Londra, Anna Russell studiò al Royal College of Music e cominciò a calcare le scene come cantante d'opera, facendo il suo debutto in una tournée britannica di Cavalleria rusticana in cui cantava il ruolo di Santuzza. Nel 1939 si trasferì in Canada, dove la Russell cominciò ad affermarsi come cantante solista e con i suoi one-woman-show. Trovò il successo come cantante di numeri comici e parodie, portando i suoi spettacoli in numerosi tour negli Stati Uniti, Gran Bretagna, Australia e altri Paesi anglofoni. Di grande successo fu il suo tour Anna Russell Sings? che, nella stagione teatrale 1952/1953, andò in scena in trentasette città negli Stati Uniti e la portò ad esibirsi dal vivo per oltre centomila ascoltatori. Nel 1953 debuttò a Broadway con Anna Russell's Little Show, mentre l'anno successivo fece il suo esordio alla New York City Opera nel ruolo della strega in Hansel und Gretel, un ruolo che tornò a ricoprire al Teatro dell'Opera di San Francisco nel 1957.
Durante gli anni sessanta e settanta proseguì alternando la carriera di comica a quella di attrice teatrale e cantante lirica. Dopo aver interpretato Madame Arcati nella commedia di Noel Coward Spirito allegro, la Russell si esibì in concerti alla Royal Albert Hall e alla Carnegie Hall. Nel 1973 fu Madame Armfeldt nella prima australiane del musical A Little Night Music e nel 1977 cantò per la Canadian Opera Company il ruolo della Duchessa di Krakentorp ne La figlia del reggimento, un ruolo che tornò a ricoprire anche alla Tulsa Opera con Giorgio Tozzi. Durante gli anni successivi cominciò ad apparire in una serie di tour d'addio, incluso uno al Lincoln Center di grande successo, mentre nel 1980 recitò nel West End londinese nella commedia thriller Trappola mortale, in cui interpretava la medium Helga ten Dorp. Nel corso della sua vita pubblicò tre libri di memorie e incise dieci album, di cui uno conteneva un concerto dal vivo alla Sydney Opera House.
Anna Russell si sposò e divorziò due volte, la prima con John Denison e la seconda con Charles Goldhamer. Trascorse i suoi ultimi anni in Australia, dove si prese cura di lei Deirdre Pussak, una fan con cui aveva instaurato un'amicizia durata oltre cinquant'anni.

## Filmografia parziale

### Cinema
- Omicidio al Green Hotel (Kill or Cure), regia di George Pollock (1962)

### Televisione
- Kraft Television Theatre - serie TV, 1 episodio (1947)
- The Ed Sullivan Show - serie TV, 1 episodio (1953)
- Omnibus - serie TV, 1 episodio (1955)
- Zero One - serie TV, 1 episodio (1963)
- La goletta di capitan McGill - serie TV, 1 episodio (1970)
- Rush - Corsa all'oro - serie TV, 1 episodio (1974)

## Opere letterarie
- The Power of Being a Positive Stinker, Citadel Press, 1955. ASIN B0006AUAO0
- The Anna Russell Songbook, Citadel Press, 1960. ISBN 978-1258811303
- I'm Not Making This Up, You Know, Continuum, 1985. ISBN 0-8264-0364-6